# Дарданія (місто)

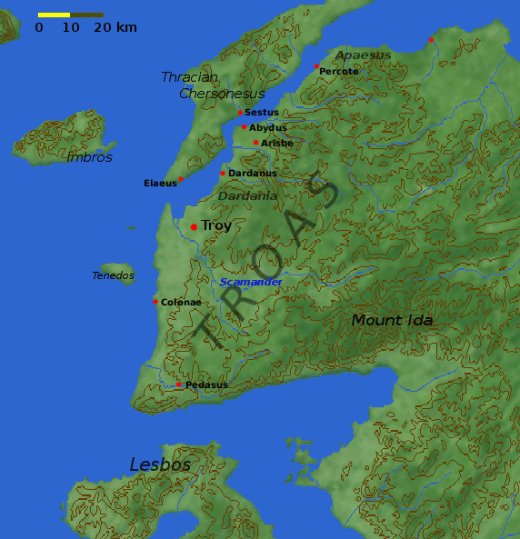
Дарданія на мапі Троади

Дарданія (дав.-гр. Δαρδᾰνία, іон.  Δαρδᾰνίη, лат. Dardania) — античне місто Троади, розташоване за 1 милю від того місця Геллеспонта, де він починає звужуватися. Протока отримала на честь Дарданії назву Дарданелли.

## Місто
За переказами, засноване Дарданом біля підніжжя гори Іда. На ім'я онука Дардана Троса народ, що населяв Дарданію і її околиці, почав також називатися троянцями, а сам регіон — Троадою. Далі, на рівнині, син Троса Іл пізніше заснував місто, назване Іліоном, але найбільш відоме як Троя.
В ході придушення Іонійського повстання місто Дарданія було розорене в 497 р до н. е. персами. У 85 р до н. е. тут відбулася історична зустріч Сулли з Мітрідатом (див. Дарданський мир). У V столітті н. е. у Дарданії був свій єпископ.

## Околиці
Крім самого міста, Дарданією називали і прилеглі до нього землі — ту область Троади, яка лежить уздовж Геллеспонта на південний захід від Абідоса.
Мешканці цієї області — дардани — брали участь в Троянській війні на стороні обложених, через що римські поети іноді називали троянців дарданами. Детальніше див. Статтю Дардани.